# Metapán
Metapán es una ciudad y distrito del municipio de Santa Ana Norte en el departamento de Santa Ana de la zona occidental de El Salvador.
Es la segunda ciudad más grande del departamento de Santa Ana.
| Censo | Población | Cambio | Porcentaje |
| ----- | --------- | ------ | ---------- |
| 2007  | 59 004    | N/D    | N/D        |
| 2024  | 63 763    | 4 759  | 8.1%       |

## Toponimia
El origen del nombre de Metapán procede del idioma náhuat que significa ‘met’ (Maguey) y ‘apán’ (Río), por lo que el significado completo es «río de maguey o de magueyes».

## Geografía física
Metapán tiene una extensión territorial de 668.36 km²,  lo cual lo convierte en el municipio con la superficie territorial más extensa del país.
El distrito limita al norte con la República de Guatemala, al este con los municipios de Citalá y La Palma; al sur con los municipios de Agua Caliente, Nueva Concepción, Santa Rosa Guachipilín, Masahuat, Texistepeque y San Antonio Pajonal; y al oeste con la República de Guatemala.

### Geología

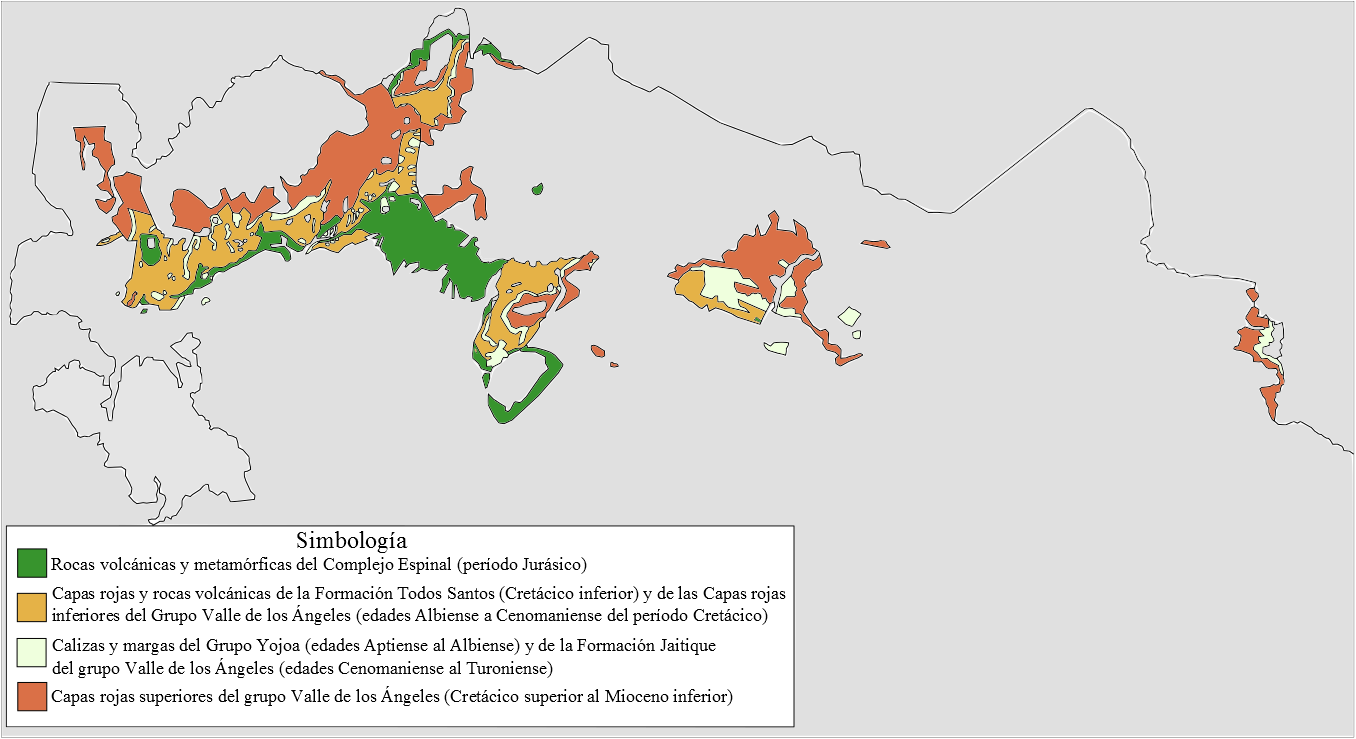
Mapa de los estratos de Metapán

En el distrito se encuentran las rocas más antiguas del país, que por ende son conocidas en conjunto como los estratos de Metapán. Dichas rocas datan desde el período Jurásico (en la era Mesozoica) a inicios de la época del Mioceno (en el período Neógeno de la era Cenozoica); siendo su mayoría estratos sedimentarios, aunque también hay algunas rocas volcánicas y metamórficas; y serían parte de una basamento marino que debido a cambios eustáticos del nivel del mar vendría a ser en algunas edades, un arrecife en condiciones marinas y en otras una tierra firme surcada por ríos, habiendo también casos donde alguna elevación no permitió que se depositaran algunos de los estratos, debido a lo cual o a la erosión de los estratos algunas capas pueden presentar límites con inconformidad o discordancia (es decir que tienen brechas en el registro geológico).
Los estratos de Metapán están conformados por las siguientes unidades: Complejo Espinal, del período Jurásico y compuesta por rocas volcánicas y metamórficas; formación Todos Santos, del período Cretácico inferior y conformada por estratos de rocas sedimentarias conocidas como capas rojas y por rocas volcánicas; Grupo Yojoa, dividido en las formaciones Cantarranas y Atima, que data de la edad Aptiense al Albiense del Cretácico, y está conformado por margas y calizas; y el grupo Valle de los Ángeles, que está dividido en las capas rojas inferiores (de las edades Albiense al Cenomaniense del Cretácico), formación Jaitique (de las edades Cenomaniense al Turoniense, y conformado por calizas y margas) y las capas rojas superiores (del Cretácico superior a inicios del Mioceno).
Entre los fósiles encontrados en los estratos de Metapán están caracoles, cefalópodos en forma de espiral (subclase Ammonoidea), erizos de mar, almejas, posibles gusanos tubícolas, estrellas de mar, y restos de pólipos y cuernos de coral, que harían parte de un arrecife con fechamiento de hace unos 120 millones de años (perteneciendo a la edad o piso del Aptiense; en el grupo Yojoa) y que fueron encontrados en 2018 en el cantón La Joya; así como el ammonite Calycoceras salvadorense y el bivalvo Ilymatogyra laeviplexa, descritas en el país en 1979 y datados a 95 millones de años (en la edad del Cenomaniense, en el Cretácico superior; en las calizas de la formación Jaitique del Grupo Valle de los Ángeles). A partir de las capas rojas inferiores se encuentra también una capa de suelo fósil con abundantes raíces de plantas, lo que muestra el paso de la ambiente marino al ambiente continental producto de la actividad tectónica y de erupciones volcánicas.
Fuera de los estratos de Metapán, el resto del territorio tanto del distrito como del país se formaría en las formaciones, mayoritariamente volcánicas, de: Morazán, Chalatenango (ambas del Oligoceno y principalmente del Mioceno), Bálsamo (de finales del Mioceno y el Plioceno; cuando debido al retroceso de la placa de Cocos surgiría el graben de Ipala en Guatemala que influiría en la tectónica y en los volcanes del distrito, así como en la formación de la cuenca donde se ubica la población que en ese momento estaría cubierto por un lago), Cuscatlán (del Pleistoceno inferior; cuando el rebalse del lago en la cuenca de Metapán daría origen al río Lempa, junto con el rebalse del lago Lempa en el departamento de Chalatenango), San Salvador (del Pleistoceno superior y Holoceno; cuando surgiría la falla San Diego que influiría en el surgimiento de volcanes jóvenes como el volcán San Diego; y en el que se formaría el lago de Güija y la laguna de Metapán producto de la erupción de esos volcanes).

## Naturaleza

### Fauna y flora

#### Herpetofauna
La primera investigación herpetológica en el bosque de San Diego y La Barra en el municipio de Metapán se realizó en el año de 1973 por Carlos Guillén. El resultado de esta investigación identificó tres especies de reptiles que no se habían registrado en el país: un geco (coleonyx elegans), y dos serpientes localizadas cerca de la laguna San Diego (tropidodipsas sartorii y dryadophis melanolomus).

## Historia
Los mayas chortis fundaron en la época prehispánica dos pueblos gemelos, que durante la colonia los españoles llamaron Santiago Metapán y San Pedro Metapán. Durante el siglo XVII el pueblo de Santiago Metapán fue destruido, sus habitantes se trasladaron a San Pedro Metapán. 
Según la Juan López de Velasco en su obra Geografía y Descripción Universal de las Indias completada en 1574, el pueblo de indios de Metapa, bajo la jurisdicción de la provincia de San Salvador, tenía unos 100 tributarios (representando una población aproximada de 500 personas).
De acuerdo a la relación geográfica hecha en 1740 por el Alcalde Mayor de San Salvador, Manuel de Gálvez Corral, los pueblos de Santiago y San Pedro Metapas, contiguos, tenían una población de 68 indios y 200 mulatos soldados. Como frutos tenía maíz, algodón y crianza de gallinas; también tenía dos minas de metal de fierro que servían a los ingenios de fierro. La municipalidad fue fundada en 1743; el mismo año fue inaugurada la iglesia parroquial de San Pedro Apóstol.
En 1786, con las reformas borbónicas, se creó la Intendencia de San Salvador para reemplazar a la alcaldía mayor y Metapán se convirtió en la cabecera de distrito dentro de la jurisdicción del partido de Santa Ana. 
Los Alcaldes Ordinarios electos en el 1 de enero de 1803 para regir ese mismo año eran don Josef Gregorio López, alcalde de primer voto, y don Feliciano Urrutia, alcalde de segundo voto.
En la obra del presbítero Domingo Juarros Compendio de la historia de la ciudad de Guatemala impresa en 1808, el pueblo de San Pedro Metapas es descrito como "uno de los mejores pueblos" del partido de Santa Ana; tenía para ese entonces una población aproximada de 4000 vecinos, siendo indios unos 400 que vivían "en un barrio separado"; estaba gobernado por dos alcaldes españoles nombrados por el intendente de San Salvador. Su comercio consistía en añil, azúcar, maíz y "otros frutos", y tenía en sus contornos cinco ingenios de fierro; también describió que del lago de Güija se sacaban "muchas mojarras" y otros peces. Según la misma obra, el curato de San Pedro Metapas, dentro de la vicaría de Santa Ana Grande, tenía 14 cofradías y contaba 3346 feligreses.
En 1811 ocurrió un movimiento independentista en la ciudad, que fue impulsado por Juan de Dios Mayorga, y que tuvo como participantes a Andrés Flores, Lucas Flores, José Galdámez Miranda, Severino Posada, Marcelo Zepeda, José Agustín Alvarado, Leandro Fajardo, María Madrid, entre otros.

### Posindependencia
A principios de noviembre de 1822, durante el conflicto armado por la anexión de la provincia de San Salvador al Imperio Mexicano, el jefe político superior y capitán general de Guatemala general Vicente Filísola, nombrado por el imperio, ocupó Santa Ana y luego Texistepeque y Metapán; de aquí procedió a San Salvador. Al ser ocupado el partido de Santa Ana, Filísola nombró a Nicolás de Abos Padilla como jefe político subalterno de Santa Ana en el 6 de diciembre y ordenó que los ingresos de alcabalas, aguardiente y tabaco de varias poblaciones, incluyendo Metapán, fueran destinadas al sostenimiento de las tropas imperiales. Al ser abandonado San Salvador por las fuerzas provinciales, la capital fue tomada y la provincia fue agregada al Imperio Mexicano en el 10 de febrero de 1823. Las fuerzas provinciales capitularían el 21 de febrero.
No obstante la toma de la provincia, el imperio ya estaba en el proceso de caer y el emperador Agustín de Iturbide abdicó en el 19 de marzo de 1823. El congreso de las provincias de Centroamérica instalado el 24 de junio declaró la independencia absoluta de estas el 1 de julio y la creación de las Provincias Unidas del Centro de América. El  día 22 de agosto de 1823 la Asamblea Constituyente le dio a Metapán el título de villa.

#### Época federal
Con la promulgación de la Constitución del Estado de El Salvador, el 12 de julio de 1824 el distrito de Metapán pasó de ser jurisdicción del partido de Santa Ana al departamento de San Salvador.
A finales de 1831, el congreso salvadoreño y gobierno del jefe supremo de estado José María Cornejo declaró al estado separado de la federación; por esto en enero de 1832, Francisco Morazán invade al territorio del estado, habiéndole dado paso las autoridades de Santa Ana. En el 16 de marzo del mismo año, los ayuntamientos de Metapán, Santa Ana y Chalatenango desconocen al gobierno de Cornejo en favor al gobierno federal.
Por decreto ejecutivo del 22 de mayo de 1835 emitido por el jefe supremo del estado Nicolás Espinoza, el distrito pasó a la jurisdicción del departamento de Sonsonate.

### Época republicana
Al decretarse independiente el estado de El Salvador de la ya de facto disuelta federación de Centro América en el 1 de febrero de 1841, el estado salvadoreño se reorganizó en lo electoral. En el 18 de febrero, la Asamblea Constituyente del estado decretó la ley provisional de elecciones por la cual el distrito de Metapán junto con el de Santa Ana procedieron a formar parte del círculo senatorial de Santa Ana; por este nuevo arreglo, Metapán procedió a ser representado en la Asamblea Legislativa por un diputado de su distrito en la cámara de diputados y un senador del círculo senatorial de Santa Ana en el senado, siendo esta la forma de representación hasta 1886 cuando la asamblea constituyente de ese año disolvió el senado.
En el informe hecho en el 24 de mayo de 1848 de la visita departamental hecha por el gobernador del departamento de Sonsonate, Rafael Padilla Duran, se habían empedrado varias calles y se adornó el cementerio con una puerta de hierro donada por el señor don José Planas.
Según el gobernador de Sonsonate, Tedoro Moreno, para junio de 1854 se estaba concluyendo un trascorral para la ventilación de los reos de las cárceles. La compostura de la iglesia del Calvario se concluyó y la pintura del altar mayor de la iglesia parroquial estaba a la mitad; además se estaban reuniendo materiales para acabar el empedrado de la calle principal que dirigía al cabildo. En las celebraciones del 15 de septiembre en 1854, el cura Alejandro Argueta cantó la misa de gracias y el Te Deum y pronunció una oración a la que asistieron el cuerpo municipal y vecinos notables; luego se dirigen al salón municipal en donde se leyó el acta de independencia y el alcalde primero, Camilo Galván, pronunció un discurso cívico; en seguida se cantó una canción patriótica compuesta por Onofre Andrino, hermano del compositor José Escolástico Andrino; esto fue seguido por un discurso por el presbítero Francisco Planas. Por la tarde se hizo un paseo por las calles, levantando el pabellón nacional y el acta de independencia en un carro que se improvisó, y por la noche la municipalidad dio un baile en la casa de Pedro Arbizú.
Desde 1855 forma parte del Departamento de Santa Ana. 
En el 20 de diciembre de 1858, murió de una larga enfermedad el señor senador don Lorenzo Zepeda. 
En el informe del gobernador del departamento de Santa Ana, Teodoro Moreno, hecho en el 31 de diciembre de 1858, se informó que se estaba reedificando el techo del cabildo y construyendo las cárceles, cuyas paredes estaban concluidas; también se construyó una galera de teja de 12 varas de largo, 6 varas de ancho destinada para el rastro; se estaba mejorando la casa de la escuela de música con ayuda del señor don Pedro Arbizú. En la calle de la salida de la villa para San Salvador se construyó un empedrado de 80 varas, y al puente del desagüe del lago de Güija (en el informe escrito Huija) se le aumentaron dos arcos a los dos que ya tenía, dándole una longitud de 53 varas y un valor de 2350 pesos.
En el informe del gobernador Moreno hecho en el 15 de enero de 1862, se informó: que se reparaba la iglesia, y se estaban acopiando materiales para la construcción de un puente sobre el mal paso del Golfillo en el camino que dirige a San Salvador y para una calzada de 230 varas en el mismo camino; había 102 niños asistiendo a la escuela de niños dirigida por don Jacinto Corleto, cuya dotación era de 20 pesos; la población era de 10,900 habitantes; para el año de 1861, los ingresos de la municipalidad eran 638 pesos 6 reales y los egresos eran 655 con 6 reales.

### Ciudad
Durante el año de 1862, el alcalde era don Bonifacio Sosa.
En las sesiones de la Asamblea General de 1862, dos individuos de la cámara de diputados hicieron una proposición para que a las villas de Ahuachapán y Metapán se les conceden el título de ciudad en recompensa de sus servicios y patriotismo y por tener los elementos necesarios para tener ese título, la cámara acordaron de conformidad y fue mandada a la cámara de senadores quienes la conformaron en el 19 de febrero. La orden legislativa fue aprobada y ejecutada por el presidente Gerardo Barrios en el 21 de febrero, fue publicada en la Gaceta Oficial en el 22 de febrero.
Para el cuadragésimo primer aniversario de la independencia de Centroamérica conmemorada el 15 de septiembre, el alcalde Bonifacio Sosa pronunció un discurso en el cual critica el fanatismo religioso, el régimen colonial y el monarquismo y exalta las políticas liberales del presidente Barrios; este pasó a ser publicado en la Gaceta Oficial del 24 de septiembre de 1862.
En el 19 de diciembre, alrededor de las 7:30 p. m., ocurrió un temblor que hizo grandes estragos, especialmente en Metapán y Ahuachapán.
Guerra guatemalteca-salvadoreña de 1863
El alcalde electo para el año de 1863 era el señor don Pedro Luna. En el 12 de abril, a las 5:30 a. m., el oficial guatemalteco N. Morales y su segundo Roberto Montero, invadieron a la ciudad con 200 soldados bien armados, 200 soldados con "armas no muy buenas" y 150 de arma blanca y escopetas, sumando a 550 soldados guatemaltecos procedentes de Santa Rosa, Mataquescuintla, Jutiapa, Mita y sus valles. Saquearon las casas y la casa parroquial, se llevaron animales, destruyeron los archivos de las autoridades locales y de la administración de rentas. Duró 3 horas el saqueo, durante el cual se exigía dinero por cada casa que encontraban cerrada bajo pena de incendio. Las autoridades locales y vecinos notables habían evacuado de antemano por un aviso que se les dio. Se retiraron al Valle de Tecomapa a las 12:00 p. m., llevando varios prisioneros, entre ellos Olayo Magaña y Vicente Gómez, a quienes se propuso retener hasta que se pague un rescate por su libertad. Después de la guerra, en una sesión del 30 de noviembre, la municipalidad, al ver que otros pueblos de la república habían manifestado que se convoque una asamblea constituyente, acordó igualmente a excitar al presidente provisorio Francisco Dueñas que se convoque una asamblea constituyente.
En el año de 1867, el sector agrícola del municipio produjo 102 quintales de café (procedentes de 9 fincas de café) y 6,919 arrobas de azúcar.
Después de que se reglamentó la Policía Rural con Jueces de Policía rural en el 16 de mayo de 1868, se nombró a don Manuel María Pineda como Juez de Policía Rural del distrito de Metapán.
En 1877 fue concluido el nuevo panteón y el puente en el camino al cementerio.
En el 27 de abril de 1878, el gobernador del departamento de Santa Ana, don Narciso Avilés, hizo su visita a Metapán. Notó que aunque la ciudad era importante por sus minas de hierro y plomo, su laboreo había decaído por falta de explotadores y método de beneficiarlo y por la facilidad con que se obtenían esos objetos del extranjero; en ese tiempo los señores Valle y Luna explotaban minas de plata y cobre. La agricultura era la principal fuente de riqueza, pero también estaba en decadencia porque los terrenos eran "propios solamente para la crianza y plantaciones de caña de azúcar y de jiquilite," y con la poca demanda del mascabado y añil no se podía hacer fuertes erogaciones en esas siembras. El señor Avilés sugirió al gobierno que se ponga en libertad la fábrica de aguardientes para que los agricultores no pierdan sus mieles como estaba sucediendo porque la proveeduría de aguardiente en el distrito solo consumía mieles que ahí se producían o las que conseguía el proveedor a menos precio en los departamentos vecinos. El gobernador estando ahí acordó que se establezca el alumbrado público lo más pronto por carecer de él la población; la municipalidad manifestó la exhaustes de sus fondos, y se dispuso solicitar del supremo gobierno el importe de faroles. También acordó el aumento de tres plazas en la guarnición y que la municipalidad procure la pronta colocación de la línea telegráfica.
En agosto de 1883, el presidente Rafael Zaldívar y los ministros del gobierno hicieron una visita a los departamentos de occidente. En Santa Ana, el gobierno vio la necesidad de facilitar las comunicaciones entre las principales poblaciones del departamento de Santa Ana con la capital y ahí mismo acordaron en el 29 de agosto que empezando en el primero del mes de septiembre salga diariamente un correo de San Salvador para Santa Ana y que de Santa Ana se hagan salir dos correos para Metapán cada semana.
En el 1 de julio de 1895 fue fundada la Sociedad de Artesanos de la Ciudad de Metapán bajo la presidencia de Miguel Jiménez; según sus estatutos, la sociedad se proponía "el progreso moral y material de sus miembros, su mutua protección, el ejercicio de la beneficencia y el mejoramiento de las artes" y fundaría una sala de lectura, una escuela de adultos y una caja de ahorros.
En 1897 el doctor don José Antonio Carballo, originario de Antigua Guatemala, tenía establecida una botica; este mismo año, la Junta Directiva de la Facultad de Farmacia y Ciencias Naturales de la Universidad de El Salvador denegó la solicitud del comerciante Santiago Luna sobre que se le concede continuar con la botica que tenía establecida por ya existir el establecimiento del doctor Carballo que sí era médico.
En 1901, el puente El Socorro sobre el río San José o Chimalapa fue reconstruido, reemplazando al de dos arcos que existía antes. A principios del siglo XXI, la capilla del Socorro fue construida con fondos donados por Adela Luna cerca del hospital y cementerio, convirtiéndose en la capilla de este hospital.
En el 31 de mayo de 1904, el gobierno de Pedro José Escalón aprobó los estatutos de la sociedad del Casino Metapaneco. Según sus estatutos, el casino tenía el objeto de "proporcionar a todos sus miembros las distracciones lícitas y honestas de una buena sociedad y cultivar sus relaciones" y según el artículo 2, "el casino (era) considerado como una extensión del domicilio privado de cada socio."
Una tarifa de arbitrios creada en beneficio del municipio fue publicada en el Diario Oficial en el 17 de febrero de 1905 en conformidad con el decreto legislativo del 10 de marzo del año pasado.
Otro club social llamado el Club Armonía fue fundado y aprobado por el gobierno del presidente Manuel Enrique Araujo en el 10 de agosto de 1911, entre los miembros estaba Flavio Valiente, padre de la poetiza Lydia Valiente.
En el 22 de septiembre de 1911 el gobierno de Manuel Enrique Araujo, por medio del Secretario de Hacienda señor Guirola Duke, acordó: "declaró libre la introducción de la jerga ordinaria de lana en cortes y mangas, café, los sombreros de palma y la jarcia" y una rebaja a la mitad de los impuestos establecidos por el ganado vacuno y caballar, quesos y tabaco en rama, siendo estos artículos de procedencia y origen centroamericano, para favorecer el comercio en la Feria de los Santos entre el 28 de octubre y 2 de noviembre del mismo año.
En el 11 de enero de 1939, la Secretaría de Gobernación y Sanidad emitió el acuerdo ejecutivo número 18 que autorizó el establecimiento de un nuevo cementerio en el cantón El Limo; esto fue hecho tras solicitudes hechas por varios vecinos del cantón pidiendo un cementerio que les sea más cercano por ser muy distante el del caserío El Zapote.
Entre el año 1960 al año 1986 fue alcalde el señor Eliseo Martínez Lemus, Juez de Paz del municipio de Metapán que gobernó la comuna durante 26 años con el partido de Concertación Nacional (PCN) hasta 1980 y desde 1981 hasta su muerte por Cáncer de Esófago en 1986 con el partido Alianza Republicana Nacionalista de El Salvador (ARENA), fue considerado de los mejores ediles que el municipio de Metapán tuvo durante el siglo XX
Así mismo se tiene registros de Alcaldes muy aclamados por los metapanecos, tales son los casos de los señores Gumersindo Landaverde del partido ARENA, y Juan Umaña Samayoa del partido PCN. 
Hoy por hoy, el alcalde desde el año 2021 es el señor Israel Peraza, quien buscará la reelección bajo la bandera del PDC en la redistribución de Santa Ana Norte (Metapán, Santa Rosa Guachipilin, Texistepeque y Masahuat).

## Geografía humana

### Organización territorial
Para su administración el municipio de Metapán se divide en 29 cantones y 227 caseríos.

#### Barrios
Metapán se divide en su zona urbana en los barrios El Calvario, El Centro, Las Flores y San Pedro.

#### Cantones y caseríos

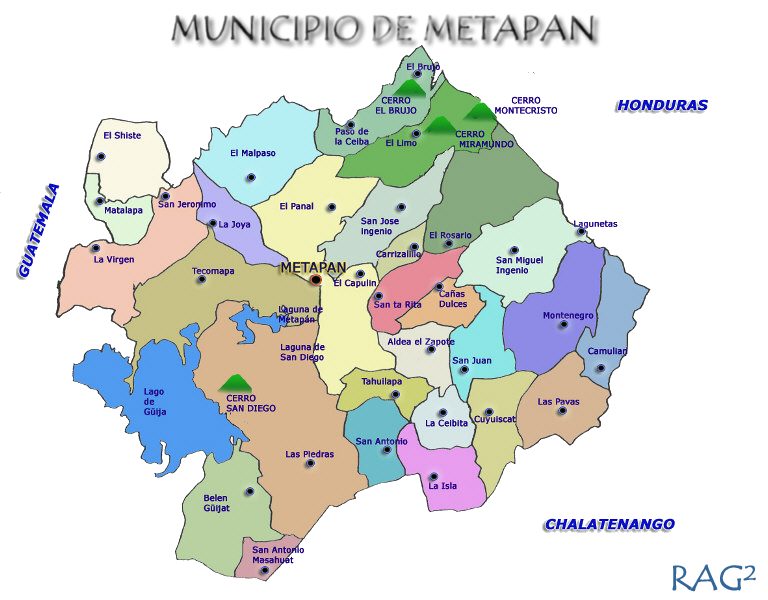
Mapa de los cantones de Metapán

En su zona rural cuenta con los siguientes cantones y caseríos:
- Aldea Zapote: Aldea Zapote, San Casimiro, Llano Las Flores, Salitrillo, Santa Gertrudis y Los Terreros
- Belén Guijat: Belén Guijat, Desagüe, El Tablón, El Sitio, San Francisco Guajoyo, Los Ranchos, Las Cruces, El Llano de Guajoyo, La C.E .L. Guajoyo y El Llano
- Camulian: Camulián, Los Cerritos, Agua Zarca, Paseras, Quebrada Honda, Obrajitos, El Carrizal, Los Sitios y Casitas
- Cañas Dulces: Cañas Dulces, Las Tapias y Loma Larga
- Capulín: El Capulín, San Miguelito, Hacienda Vieja, Morales, La Reforma, La Experiencia, El Roble, Santa Lucía, Llano Grande, San Cristóbal y Tejada
- El Carrizalillo, Hacienda Vieja y El Carrizalillo
- Cuyuiscat: Cuyuiscat, Piedra Parada, San Antonio Carrizal, Quebracho, Lempa, Los Ranchos, La Peña, Teosinte, El Terrero y La Junta
- El Brujo: El Brujo, El Zapote, El Roble, Anguiatu, Las Lajas, Paso La Ceiba y El Ingenio
- El Limo: El Limo, Lagunetas, Las Mesas, Tablón Chagüite y Casitas
- El Mal Paso: Mal paso, Anguiatú, San Jorge, Valeriano, La Cañada, El Pinito, Despoblado y El Capulín
- El Panal: Chimalapa, Tierra Blanca, El Carmen, El Jícaro, El Espinal, San Andrés, El Ojushtal y El Panal
- El Rosario: EL Rosario, El Plan Grande, El Naranjo, Cazuelejas, Honduritas, El Limo, La Soledad, El Chagüitón, Cuchilla Palo Negro y Buenos Aires
- El Shiste: El Shiste, Aceituno, El Playon, El Mamey, La Cañada, Espino Blanco, El Cerro, Guayabíllas, El Pinalito y El Rodeo
- La Ceibita: Ceibita,  Lagunetas, Comizate, Los Aguilares, Los Ramírez, Los Rosales y Los Ramos
- La Isla: La Isla, Lagunetas, La Junta, El Ahogado, Las Cuevas, El Tablón, El Salitre y Las Marías
- La Joya: La Joya, El Colorado,  Santa Cruz y El Caliche
- Las Pavas: Las Pavas, El Cerrón,  Apantio, La Cumbre, Haciendita, La Zarca, La Ceiba, El Zapotillo, La Junta, Lajitas, El Pacayal, Las Colmenas, Sitio Los Sitios y Los Ramírez
- Las Piedras: Las Piedras, Rincón el Espino, Valle Nuevo, Azacualpa, San Diego, El Cobano, Apatasca, San Isidro, El Rodeo, La Conchagüa, Las Majada, El Desagüe, Piletas, San Francisco, Lagunita, La Fuerteza y Las Lajas
- Matalapa: Matalapa, Santa Inés, Pita Floja y El Playón
- Montenegro: Montenegro, El Pinal, Quebrada de Agua, Sitio El Palmar y Piletas
- San Antonio La Junta: San Antonio La Junta, El Garrobo, La Bolsa, Toncontín, Tablón, Las Pavas, Portezuelo, San Antonio La Bolsa y San Antonio
- San Antonio Masahuat: San Antonio Masahuat, La Loma, Las Marías, Valle Nuevo, San Nicolás, La Pastoría y Casitas
- San Jerónimo: San Jerónimo, El Amatal, Ostúa, El Puntito, La Virgen, Dulce Nombre y Guayabillas
- San José Ingenio: San José Ingenio, Majada Vieja, Casas de Tejas, El Cobano, Col. Buena Vista y La Majadita
- San Juan Las Minas: San Juan Las Minas Caserillo Arriba, San Juan Las Minas, Teosinte, Llano las Flores y Dormitorio
- San Miguel Ingenio: San Miguel Ingenio, Pie de La Cuesta y Matazano
- Santa Rita: Santa Rita, San Rafael, El Carrizal, Los Llanitos, Las Margaritas, Los Magaña, Valle Nuevo, El Tablón y Santa Rita Arriba
- Tahuilapa: Tahuilapa, Belén, El Cuje, Chaperno, El Jute y Los Guerra
- Tecomapa: Tecomapa, Col. CESSA o San Miguelito, Chucumba, Los Llanitos, Las Quebradas, La Soledad, Las Conchas, Tierra Blanca, Santa Fe, Santa Rosa, La Lagunita, Agua Fría, Santa Eloisa, La Barra y El Ronco

### Demografía
Posee una población de 59,004 habitantes según el censo de 2007 ocupando el puesto número 24 en población.

#### Evolución
| Censo general | Censo general | Censo general | Censo escolar (Jóvenes entre 7 a 15 años de edad) | Censo escolar (Jóvenes entre 7 a 15 años de edad) | Censo escolar (Jóvenes entre 7 a 15 años de edad) | Censo escolar (Jóvenes entre 7 a 15 años de edad) |
| Total         | Hombres       | Mujeres       |                                                   | Municipio                                         | Zona urbana                                       | Zona rural                                        |
| ------------- | ------------- | ------------- | ------------------------------------------------- | ------------------------------------------------- | ------------------------------------------------- | ------------------------------------------------- |
| Total         | Hombres       | Mujeres       | Total                                             | 3454                                              | 427                                               | 3027                                              |
| 1400          | 722           | 671           | Varones                                           | 1697                                              | 134                                               | 1563                                              |
| 1400          | 722           | 671           | Hembras                                           | 1757                                              | 293                                               | 1464                                              |

### Sector primario
Los productos agrícolas más cultivados son: los granos básicos, el café, la caña de azúcar, las frutas cítricas y las hortalizas; la crianza de ganado: vacuno, bovino, porcino, equino y mular También se realiza la pesca en el los diferentes cuerpos de agua. En el municipio se extraen diversos tipos de minerales, específicamente: hierro, plomo, cobre, platino, granito, piedra caliza y mármol. 

##### Sector secundario
Entre las industrias con que cuenta el municipio están: la cafetalera, azucarera, procesamiento de productos lácteos, materiales de construcción y minería, la producción de energía hidroeléctrica, la avicultura y la apicultura.

##### Sector terciario
El comercio local lo efectúa con los municipios vecinos de: Santa Ana, Texistepeque y Masahuat; así como también con poblaciones de la vecina República de Guatemala. 
Entre los diversos establecimientos comerciales podemos mencionar: almacenes, pulperías, farmacias, supermercados, panaderías, etc.

#### Infraestructura y equipamientos con impacto económico

##### Asociación de Ganaderos y Agricultores de Metapán
La Asociación de Ganaderos y Agricultores de Metapán (AGAM) fue fundado en 1990 con el objetivo de apoyar el desarrollo de la ganadería y agricultura. Para 2021 hay aproximadamente 100 socios que trabajan para que las actividades agrícolas tengan auge y sean parte del progreso de muchas familias.

##### Feria Ganadera
La Feria Ganadera es un evento que promociona el sector ganadero y agrícola metapaneco y se desarrolla dos veces al año, una del 24 al 28 de junio (durante las fiestas patronales) y otra del 27 de octubre al 5 de noviembre (en el tiempo de la Feria de los Santos Difuntos).

## Política
En Metapán, los partidos predominantes han sido PCN, PDC y ARENA. Luego de los comicios del 28 de febrero de 2021, el partido PDC logró recuperar la comuna metapaneca, ganando el señor Israel Peraza el periodo comprendido entre el 1 de mayo de 2021 al 30 de abril de 2024. Finalmente fue elegido Carlos Landaverde como alcalde del nuevo municipio de Santa Ana Norte, que es donde se ubica este distrito, pasando a gobernanza de Nuevas Ideas para el periodo 2024-2027.
En Metapán se encuentra el Centro Judicial Licenciado Ignacio Gómez, fundado en 1992; en este complejo residen las instalaciones judiciales de Metapán, incluyendo los Juzgados primero y segundo de Paz, los juzgados de Instrucción y de lo Civil, el Instituto de Medicina Legal Dr. Roberto Masferrer, el Centro de Atención al Usuario, la Unidad de Gestión Documental y Archivo de la Sección Periférica de la Zona Occidental y la biblioteca municipal de Metapán.

## Cultura

### Patrimonio
El distrito de Metapán contiene varios bienes culturales de El Salvador. Notable es el centro histórico de Metapán que contiene varias estructuras antiguas.

#### Civil
El edificio de la Alcaldía municipal de Metapán ha sido designado como un "edificio con valor patrimonial." La antigua estación del ferrocarril de Metapán es una estructura que está designada como un "patrimonio ferroviario." El puente El Socorro sobre el río San José o Chimalapa en el barrio Las Flores es considerado una obra de ingeniería patrimonial; está edificado sobre el sitio del puente colonial de dos arcos que fue reconstruido en su forma actual en el año de 1901.

#### Religioso
La Iglesia de San Pedro Apóstol y la iglesia del Calvario son iglesias católicas coloniales que se localizan en el centro histórico de la ciudad. La iglesia de San Pedro Apóstol fue declarada Monumento Nacional por decreto legislativo número 1053 emitido el 5 de junio de 1953, este decreto fue ratificado por el presidente Oscar Osorio el 11 de junio.
Los restos de la antigua capilla El Socorro están situados al occidente de la ciudad cerca del cementerio y el sitio del antiguo hospital. Este patrimonio religioso ha sido amenazado con destrucción debido al poco cuidado y falta de mantenimiento que sufre.

#### Natural
En las cercanías se encuentra el parque nacional Montecristo, el Lago de Güija y la laguna de Metapán.

### Patrimonio cultural inmaterial

#### Festividades
En la ciudad de Metapán hay varias celebraciones anuales importantes. 
Las fiestas patronales se celebran en honor al patrón católico de la ciudad, San Pedro Apóstol, del 20 al 29 de junio de cada año. En febrero se celebra el Domingo de Ostúa llamada popularmente la Feria de Los Cantaritos, en la que se venden dulces en forma de cantaritos, ángeles, tecomates y campanas. 
La Feria de los Santos Difuntos, también llamada Feria de Todos los Santos o simplemente la Feria de los Santos, se celebra a partir del 25 de octubre hasta el 5 de noviembre. Según historiadores como Carlos Brito, la feria surgió cuando se fundó el municipio y a partir de la inauguración del templo en 1743. El motivo de la fiesta ha sido en gran parte comercial; en los siglos XIX y XX la plaza pública era el escenario de una variedad de "chivas" procedentes de Guatemala además de machetes, picos y piochas de las que se abastecían los agricultores de zona rural de Metapán. Con el tiempo la naturaleza comercial de la feria se redujo a pequeños comercios de artesanías y dulces. También se celebra la feria con jaripeos patrocinados por la Asociación de Ganaderos con participación de jinetes de la región centroamericana. En cuanto al motivo religioso de la feria, diversas congregaciones religiosas de los alrededores de Metapán llegan en peregrinación a la iglesia parroquial de San Pedro Apóstol para venerar los santos de su devoción.